# August Strindberg
Johan August Strindberg, švedski dramatik, pisatelj, pesnik in slikar; * 22. januar 1849, Stockholm, † 14. maj 1912, Stockholm.
Strindberg je v razponu štirih desetletjih napisal preko 60 iger, zgodovinska in politična dela, avtobiografijo in kulturne analize. Po svetu je poznan večinoma le kot dramatik.
Bil je eksperimentator in ikonoklast, raziskoval je naturalistične in ekspresionistične tehnike v zgodovinskih dramah in monodramah. Je oče moderne švedske književnosti. 
Njegova dela Oče 1887, Gospodična Julija 1888 in Upnik 1889 so naturalistične problemske drame, grajene na že uveljavljenih dosežkih Henrika Ibsena.
V letih 1890 je preživel veliko časa v tujini in se ukvarjal z znanstvenimi poskusi in okultnimi študijami. Med letoma 1894 in 1896 je doživel serijo psihotičnih napadov in težko svetovnonazorsko in duševno krizo, ki jo je imenoval inferno in se je zaključila z odpovedjo ateizmu oziroma pozitivizmu in s približanjem misticizmu, krščanstvu, teozofiji in okultizmu. To je privedlo do hospitalizacije in vrnitve na Švedsko. 
Potem se je spet posvetil dramatiki in napisal drami V Damask (1898) in Sanjska knjiga (1901), v katerih je odpravil konvencijo enotnosti dramskega časa in prostora, eksperimentiral z nezavednim, z delitvijo, podvojitvijo, združevanjem in množenjem likov, in tako utiral pot ekspresionizmu in nadrealizmu.

## Življenje

### Mladost
Rodil se kot tretji preživeli sin Carla Oscarja Strindberga in služkinje Eleonore Ulrike Norling. Ko je bil star 7 let, so se preselili v Norrtullsgatan - na severno, skoraj podeželsko obrobje mesta. Leto pozneje se je družina preselila v bližino Sabbatsbra, kjer so ostali tri leta, preden so se vrnili nazaj v Norrtullsgatan. Štiri leta je hodil v šolo Klara, kjer je doživel krute izkušnje, ki so ga preganjale v odrasli dobi. V letih 1860 je bil premeščen v šolo Jakob, ki mu je bolj ustrezala, a je tam ostal le eno leto. 
Jeseni 1861 je bil premeščen v zasebni stockholmski licej za meščanske dečke, tam je ostal šest let. Mati mu je umrla, ko je dopolnil 13 let. Spominjal se je je z grenkobo, saj je vedno zanemarjala njegovo inteligenco, kot otroka ga je namreč zelo zanimalo naravoslovje, fotografija in religija. Kasneje je potrebo po idealizaciji materinske figure uresničil v avtobiografski noveli Sin služkinje, v kateri je opisal svoje otroštvo, čustvene negotovosti, revščino, verski fanatizem in zanemarjanje. Leta 1897 je maturiral in se vpisal na univerzo v Uppsali. Med študijem je delal kot asistent v lekarni univerzitetnega mesta Lund na severu Švedske, bil nadomestni učitelj na osnovni šoli in mentor otrok dveh znanih zdravnikov v Stockholmu. Študij je opustil in se leta 1868 hotel zaposliti kot šolski učitelj, a se je odločil, da bo nekaj časa raje študiral kemijo v Stockholmu, kot neke vrste predpripravo na študij medicine. Pozneje je delal kot privatni korepetitor v Kraljevem gledališču v Stockholmu. V maju 1869 ni opravil kvalifikacijskega izpita iz kemije in je zato počasi opustil študij.
Januarja 1870 se je vrnil na univerzo Uppsala, da bi študiral estetiko in sodobne jezike. Tedaj je že snoval številne drame.
Soustanovil je društvo Rune, majhen literarni klub, kjer je vsak član prejel psevdonim iz run, antične tevtonske abecede. Strindbergov psevdonim je bil Frö (Sadika), po bogu plodnosti. Prebiral je dela Sørena Kierkegaarda in Georga Brandesa. 
Leta 1872 je Kraljevo gledališče zavrnilo njegovo prvo veliko igro Mojster Olof, premiera je bila v Novem gledališču devet leto pozneje, ko je dopolnil 32 let. Omogočila mu je gledališki preboj.
Strindberg je nadaljeval kot novinar in kritik za časopis v Stockholmu. 1874 je nastopil službo asistenta knjižničarja v kraljevi knjižnici in v njej ostal osem let. 1876 se je poročil s Siri von Essen, 24-letno ambiciozno igralko. Leta 1879 je objavil roman Rdeča soba, satiro na stockholmsko družbo, ki je prvi moderni švedski roman. 
Medtem ko je bil na Švedskem deležen kritik, so ga na Danskem opevali kot genija.
Proti koncu 80. let je Strindberg odkril naturalizem. Istega leta se jima je z ženo Siri rodila hčerka Karin. 1881 je začel pisati članke za danski dnevnik Morgenbladet, v aprilu pa kulturno zgodovino Švedske Švedski ljudje v štirih delih, ki jo sestavlja vrsta upodobitev življenja navadnih ljudi od devetega stoletja naprej. Novi umetniški direktor stockholmskega gledališča se je strinjal, da bo režiral igro Mojster Olof. Leta 1884 so Strindberga obtožili bogokletnosti zaradi ilustracije zgodbe v časopisu v prvi številki njegove zbirke Poročiti se.
Maja 1885 je bil na tem, da postane ateist. Po sodnem procesu je opustil luteransko vero. Nekaj časa je bil deist, potem pa se je odločil za ateizem. Potreboval je vero, zato se je poglobil v Jean-Jacques Rousseaujevo čaščenje narave, s katerim se je že srečal kot študent; njegovi deli Ljudje Hemsöa (1887) in Med francoskimi kmeti (1889) sta bili pod Rousseaujevim vplivom. Potem se je preselil v Nemčijo, kjer je prebiral dela kanclerja Otta von Bismarcka. Odvrnil se je od Rousseauja in se je obrnil k filozofiji Friedricha Nietzscheja, ki je poudarjal moški genij. Nietzchejev vpliv je viden v delih Zagovor blazneža (1893), Izobčen (1889), Upniki (1889) in Na odprtem morju (1890). Pri 37 letih se je lotil štiridelne avtobiografije Sin služkinje.
Prva stockholmska produkcija Strindbergove naturalistične igre Gospodična Julija je bila odigrana v Ljudskem gledališču leta 1906. 
V Upnikih je se naslonil na Darwinovo teorijo preživetja močnejšega in dramatiziral usojeno spolno srečanje, ki prečka delitev družbenih razredov.
V eseju O psihičnih umorih (1887) je zagovarjal uporabo hipnoze. Razvil je teorijo, da spolno bojevanje ni motivirano z »željo po mesu«, ampak raste iz neizprosne človeške volje. Zmagovalec je najmočnejši in najbolj brezvestni, nekdo, ki si kot npr. hipnotizer lahko podredi psiho drugega. Njegov pogled na boj psiholoških moči je viden v delih Upniki (1889), Močnejši (1889) in Izobčen (1889). Po ločitvi leta 1888 je začel pisati kratke drame  (Močnejši, 1889). Navdihnila sta ga pisatelja Gustave Guiche in Henri de Lavedan. V eseju O moderni drami in moderno gledališče (1889) se je ločil od naturalizma, odmaknil se je tudi od Nietzscejeve filozofije in ateizma. Vstopil je v obdobje »inferna«, imel je psihološke in religiozne pretrese, ki so bili navdih za njegova poznejša dela.
Zanimati ga je začelo transcendentalno, vendar je še vedno branil naturalizem, čeprav je izčrpal njegov literarni potencial. V 90. letih je napisal dela Dolg in kredit (1892), Soočanje s smrtjo (1892), Materinska ljubezen (1892) in Prvo opozorilo(1893). Za igro Nebeški ključi (1892) je dobil navdih z ločitvijo in izgubo otrok. Zaključil je tudi eno izmed svojih redkih komedij Igra z ognjem (1893) in trilogijo V Damask (1898–1904). Leta 1892 so v gledališču Otta Brahmsa uprizorili njegove najbolj znane drame Oče, Gospodična Julija in Upniki. Leta 1899 se je iz želje, da bi dobil status nacionalnega poeta, posvetil zgodovinski drami, kjer ni bil vedno zvest zgodovinskim virom: Triologija Vasa: Saga o Folkungih (1899), Gustav Vasa (1899) in Erik XIV (1899).
Spisal je štiri komorne drame: Grmenje v zraku, Požgana stran, Sonata strahov in Pelikan.

## Drugi interesi
Strindberg je bil polihistor: ukvarjal se je s telegrafijo, teozofijo, slikarstvom, fotografijo in alkimijo.
Njegove slike so edinstvene za svoj čas, a njegovi sodobniki so bili mnenja, da prikazujejo radikalno pomanjkanje spoštovanja do vizualne realnosti. V razponu nekaj let je naslikal 117 slik in danes ga nekateri označujejo kot enega izmed najbolj izvirnih umetnikov iz 19. stoletja. Najbolj poznana je slika Nevihta, ki prikazuje ekspresionistično marino in je bila dobro prodajana. Čeprav je Strindberg prijateljeval z Edvardom Munchom in Paulom Gauguinom ter bil tako seznanjen s sodobnimi trendi, lahko iz spontanosti in subjektivne izraznosti krajin in marin sklepamo, da so na njegovo slikarstvo bolj vplivale osebne krize. Napravil je tudi veliko število fotografskih portretov. Alkimija, okultizem, swedenborgianizem in razni drugi ekscentrični interesi so zaznamovali njegovo življenje. V avtobiografskem delu Inferno, paranoični in nejasni zgodbi o njegovih letih v Parizu, ki je bila napisana v francoskem jeziku, trdi, da so uspešno izvajali alkimistične eksperimente in na njegovi hčeri prakticirali črno magijo.

## Politika
Pod vplivom pariške komune 1871 je mladi Strindberg razvil mnenje o politiki kot konfliktu med višjim in nižjim razredom. Bil je socialist, morda celo bolj anarhist, zato so ga uvrščali med skrajno leve pisatelje. Njegova politična mnenja so se v zadnjih letih precej spremenila in zato nikoli ni veljal za političnega pisatelja, čeprav njegova dela niso brez politične razsežnosti. Vanje je zapisano prepričanje, da sta življenje in oblastni sistem globoko nepravična in škodljiva za navadne državljane.
Njegova spreminjajoča se narava glede političnih stališč je vplivala tudi na vprašanje o ženskih pravicah. Sprva je bil naklonjen ženskam, v 19. stoletju jih je na Švedskem celo volilno podprl, pozneje pa je do njih razvil neke vrste divje sovraštvo in pozival poslance, naj razmislijo o emancipaciji teh "polopic", norih, instinktivnih zlih živali.

## Delo
Romani
- Rdeča soba (1879),
- Sin služkinje (1886–1887),
- Bedakova izpoved (1888),

Drame
- Mojster Olof (1872),
- Oče (1887),
- Gospodična Julija (1888),
- Upniki (1890),
- V Damask (1898–1904),
- Velika noč (1901),
- Mrtvaški ples (1901),
- Nevesta s krono (1902),
- Sanjska igra (1902),
- Sonata strahov (1907)

### Strindberg in Slovenci
O Strindbergu so Slovenci pisali od leta 1912.
- Vinko Zupan. August Strindberg. Ljubljanski Zvon 32/6 (1912). 370-375. dLib.
- August Strindberg. Dom in Svet 25/6 (1912). 239. dLib.
- Fran Albreht. Avgust Strindberg: Ispovesti jednog ludaka. Ljubljanski Zvon 40/3 (1920). 189-190. dLib.
- France Koblar. Naše izvirno in poslovenjeno dramatično slovstvo. Dom in Svet 48/5 (1935). 282-286. dLib.

#### Prevodi v slovenščino
Drame
- Gospodična Julija - v slovenščino prevedel Janko Moder (2004) (COBISS)
- Gospodična Julija: Naturalistična tragedija. S pisateljevo spremno besedo - v slovenščino prevedel Janko Moder; študijo napisal Bratko Kreft (1972) (COBISS)
- Velika noč: Pasijonska igra v treh dejanjih - v slovenščino prevedel Ciril Debevec (1934) (COBISS)
- Upnik: Tragikomedija - v slovenščino prevedel Janko Moder (19??) (COBISS)
- Krivda - v slovenščino prevedel Jože Hočevar (19??) (COBISS)
- V Damask - v slovenščino prevedel Darko Čuden; prevajalec latinskih citatov in odlomkov ter avtor opomb Matej Hriberšek (2010) (COBISS)
- Damask/Pot v Damask - iz švedščine v slovenščino prevedel Igor Koršič (199?) (COBISS)
- Pelikan - v slovenščino prevedel Janko Moder (1980) (COBISS)
- Nevesta s krono: Pravljična igra v petih slikah - v slovenščino prevedel Ciril Debevec (19??) (COBISS)
- Smrtni ples: Drama - v slovenščino prevedel Janko Moder (19??) (COBISS)
- Nevihta: Komorna igra: opus 1 - v slovenščino prevedel Igor Koršič (199?) (COBISS)
- Oče: Žalna igra v treh dejanjih - v slovenščino prevedel Janko Moder (198?) (COBISS)
- Oče: Žaloigra v treh dejanjih - v slovenščino iz nemščine prevedla Mojca Kranjc (1993) (COBISS)
- Igranje z ognjem - v slovenščino iz nemščine prevedel Dušan Mlakar (2002) (COBISS)

Romani
- Zagovor blazneža - v slovenščino prevedel, spremno besedo in opombe napisal Janko Moder (1981) (COBISS)
- Bedakova izpoved - preložil Fran Albrecht (1921) (COBISS)